# Glossolepis ramuensis
Glossolepis ramuensis là một loài cá thuộc họ Melanotaeniidae. Nó là loài đặc hữu của Papua New Guinea.

## Hình ảnh

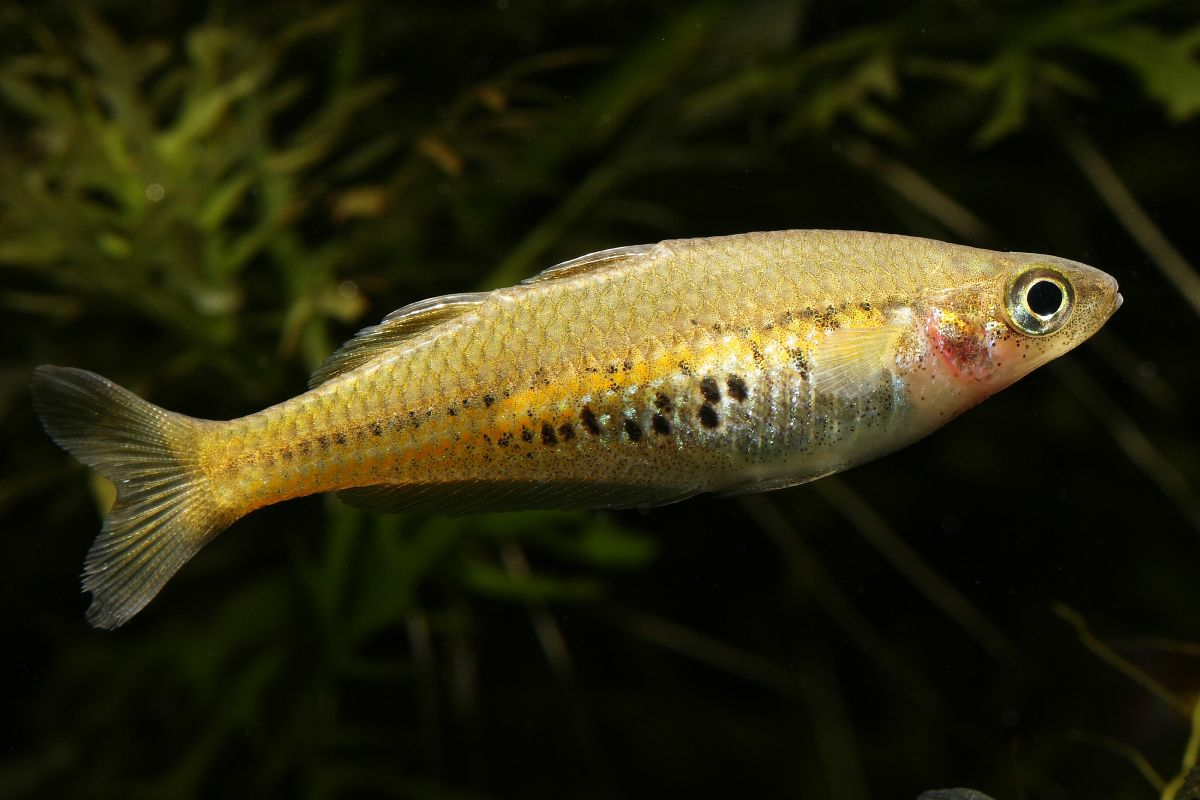